# Jachim (Kirsche)
Die Sauerkirsche Jachim ist eine Sauerkirschensorte speziell zum individuellen Anbau im Haus- und Kleingarten. Charakteristisch für Jachim ist eine säulenförmige Wuchsform.

## Herkunft
Jachim entstammt der Kreuzung von 'Köröser Gierstädt' und 'Safir'. Diese Kreuzung erfolgte im Jahr 2000 am Institut für Obstzüchtung der Bundesanstalt für Züchtungsforschung an Kulturpflanzen in Dresden-Pillnitz.